# Alstroemeria longaviensis
Alstroemeria longaviensis är en alströmeriaväxtart som beskrevs av Pierfelice Ravenna. Alstroemeria longaviensis ingår i släktet alströmerior, och familjen alströmeriaväxter. Inga underarter finns listade i Catalogue of Life.